# Puig de Rauta
El Puig de Rauta o Puig de la Rauta és una muntanya de 952 metres que es troba entre els municipis de Riudaura i la Vall d'en Bas, a la comarca catalana de la Garrotxa.
Dóna nom a la llegenda del Follet de la Rauta, de La Pinya.